# Böhler (Pass)
Die Böhler-Passhöchi ist ein Schweizer Pass im Kanton Aargau, der Schöftland im mittleren Suhrental mit Unterkulm im mittleren Wynental verbindet.
Auf der Passhöhe gibt es einen Kiosk, der jedoch seit Herbst 2015 geschlossen ist.
Knapp 1 km nördlich der Passhöhe befindet sich auf 654 m die Böhler-Hochwacht mit einer Feuerstelle am Waldrand. Die Böhler-Hochwacht ist einer der vielen Signalpunkte auf Berggipfeln, von denen früher Meldungen via Feuerzeichen weitergegeben wurden.

## Name
Als Schreibweisen werden im Internet sowohl Bööler (z. B. bei swisstopo) als auch Böhler (z. B. bei Google Maps) verwendet. Die Beschilderung vor Ort verwendet die Bezeichnung Böhler.